# Opostegoides
Opostegoides är ett släkte av fjärilar. Opostegoides ingår i familjen ögonlocksmalar.
Kladogram enligt Catalogue of Life:
| Opostegoides | \| \| Opostegoides albella \| \| \| \| \| \| Opostegoides bicolorella \| \| \| \| \| \| Opostegoides minodensis \| \| \| \| \| \| Opostegoides padiensis \| \| \| \| |
|              | \| \| Opostegoides albella \| \| \| \| \| \| Opostegoides bicolorella \| \| \| \| \| \| Opostegoides minodensis \| \| \| \| \| \| Opostegoides padiensis \| \| \| \| |
|              | Opostega |
|              | |
|              | Pseudopostega |
|              | |
|              | Opostegoides albella |
|              | |
|              | Opostegoides bicolorella |
|              | |
|              | Opostegoides minodensis |
|              | |
|              | Opostegoides padiensis |
|              | |

|  | Opostegoides albella     |
|  |                          |
|  | Opostegoides bicolorella |
|  |                          |
|  | Opostegoides minodensis  |
|  |                          |
|  | Opostegoides padiensis   |
|  |                          |